# زلوم
زلوم قرية ومركز إداري  يتبع مدينة سكاكا في منطقة الجوف في المملكة العربية السعودية. وفقاً لإحصاء سنة 2010 بلغ عدد سكان المركز 2900 سعودي و250 غير سعودي في بلدة زلوم، و169 سعوديا و8 غير سعوديين في قرية النظائم التابعة للمركز.

## المصدر
- دليل الخدمات: منطقة الجوف. مصلحة الإحصاءات العامة والمعلومات، المملكة العربية السعودية.